# Сноу Хил (Мериленд)
Сноу Хил (енгл. Snow Hill) град је у америчкој савезној држави Мериленд.

## Демографија
По попису из 2010. године број становника је 2.103, што је 306 (-12,7%) становника мање него 2000. године.
| Група             | 2000.         | 2010.         |
| Белци             | 1.340 (55,6%) | 1.183 (56,3%) |
| Афроамериканци    | 1.020 (42,3%) | 820 (39,0%)   |
| Азијати           | 14 (0,6%)     | 28 (1,3%)     |
| Хиспаноамериканци | 26 (1,1%)     | 34 (1,6%)     |
| Укупно            | 2.409         | 2.103         |